# Evan Ndicka
Obite Evan Ndicka (sinh ngày 20 tháng 8 năm 1999) là một cầu thủ bóng đá chuyên nghiệp hiện đang thi đấu ở vị trí trung vệ cho câu lạc bộ Roma tại Serie A. Sinh ra ở Pháp, anh thi đấu cho Đội tuyển bóng đá quốc gia Bờ Biển Ngà.
Ndicka từng là cầu thủ đội tuyển quốc gia trẻ của Pháp và ra mắt đội tuyển quốc gia Bờ Biển Ngà vào năm 2023 và giành vô địch Cúp bóng đá châu Phi vào năm 2024.

## Thời thơ ấu
Ndicka sinh ngày 20 tháng 8 năm 1999 ở Paris, Pháp, có cha là người Cameroon và mẹ là người Bờ Biển Ngà.

## Sự nghiệp câu lạc bộ

### Auxerre
Ndicka gia nhập Auxerre tại Ligue 2 ở tuổi 13 và đã từng qua học viện của câu lạc bộ. Anh ra mắt chuyên nghiệp vào ngày 27 tháng 1 năm 2017 trong chiến thắng 1–0 trước Clermont. Anh ký hợp đồng chuyên nghiệp đầu tiên với câu lạc bộ vào ngày 5 tháng 2. Anh đã ra sân 14 lần cho câu lạc bộ trong vòng một năm rưỡi trước khi ký hợp đồng với Eintracht Frankfurt tại Bundesliga với mức phí được báo cáo là 5,5 triệu euro.

### Eintracht Frankfurt
Vào ngày 5 tháng 7 năm 2018, trước thềm mùa giải 2018–19, Ndicka gia nhập câu lạc bộ Eintracht Frankfurt tại Bundesliga và ký hợp đồng 5 năm với câu lạc bộ này. Anh trở thành cầu thủ chính ngay lập tức dưới huấn luyện viên trưởng lúc đó, Adi Hütter, và thường được thường xuyên sử dụng trong hàng hậu vệ của Frankfurt cùng với David Abraham, Hasebe Makoto hoặc Martin Hinteregger. Trong mùa giải đầu tiên của anh với Eintracht, anh đã ra sân 27 lần tại Bundesliga và ghi bàn thắng đầu tiên trong sự nghiệp bóng đá chuyên nghiệp của anh và cho Eintracht trong chiến thắng 4–1 trên sân nhà trước Hannover 96 vào ngày 30 tháng 9 năm 2018. Vào tháng 2 năm 2019, anh đã giành được giải thưởng Tân binh của tháng Bundesliga, danh hiệu hàng tháng được trao cho cầu thủ dưới 23 tuổi có thành tích ấn tượng nhất trong một tháng cụ thể, vì màn trình diễn ấn tượng của anh. Anh đã ra sân chín lần tại Europa League và tại giải đấu này, đội của anh đã giành chiến thắng trước Shakhtar Donetsk, Inter Milan và Benfica trước khi bị loại bởi Chelsea ở vòng bán kết. Kể từ đó, anh chỉ bỏ lỡ một trận đấu trong phần còn lại của mùa giải khi Eintracht suýt chút nữa đã có thể tham gia vòng loại Champions League.
Trong mùa giải 2019–20, Ndicka có mặt thường xuyên trong đội hình chính của Frankfurt. Anh ra sân 34 lần trên mọi đấu trường. Cũng trong mùa giải này, Eintracht Frankfurt lọt vào vòng 16 ở Europa League và lọt vào bán kết DFB-Pokal. Anh cùng đồng đội tại Eintracht đã kết thúc mùa giải 2020–21 ở vị trí thứ 5 trên bảng xếp hạng và qua đó giúp Eintracht một lần nữa tham dự Europa League. Anh đã ra sân tổng cộng tại 25 trận trên mọi đấu trường và ghi ba bàn thắng trong mùa giải 2020–21.
Dưới tân huấn luyện viên trưởng Oliver Glasner, Ndicka thường chơi cùng với Hinteregger và Tuta trong sơ đồ ba người trong mùa giải 2021–22. Anh đã ra sân 44 lần trên mọi đấu trường và ghi được bốn bàn thắng ở Bundesliga. Cũng trong mùa giải này, anh đã giành chức vô địch Europa League sau khi đánh bại Rangers trên chấm luân lưu sau khi hòa 1–1 sau hiêp phụ.
Vào tháng 6 năm 2023, Ndicka chính thức rời Eintracht Frankfurt sau khi hợp đồng 5 năm của anh với câu lạc bộ này hết hạn.

### Roma
Vào ngày 21 tháng 6 năm 2023, Ndicka ký hợp đồng 5 năm với câu lạc bộ Roma tại Serie A theo dạng chuyển nhượng tự do. Trong trận đấu giữa Udinese và Roma tại Sân vận động Friuli tại Serie A, khi tỉ số đang là 1–1 vào khoảng phút thứ 80, Evan Ndicka bất ngờ đổ gục xuống sân dù không bị ai tác động. Máy quay truyền hình cận cảnh cho thấy trung vệ người Bờ Biển Ngà ra dấu đau ở ngực. Các nhân viên y tế tức tốc lao vào sân sơ cứu. Sau vài phút, anh được đưa lên cáng rời khỏi sân. Các nhân viên y tế tiếp tục kiểm tra trong phòng thay đồ, nghi ngờ Ndicka bị đột quỵ nên lập tức đưa lên xe cứu thương chở đến bệnh viện. Trọng tài chính Luca Pairotto, sau khi hội ý với hai đội, đã cho dừng trận đấu. Sau vài giờ, Roma đã cập nhật tình hình của Evan Ndicka trên tài khoản Twitter chính thức, cho biết rằng Ndicka đã ổn định.

## Sự nghiệp quốc tế
Ndicka đại diện cho Pháp ở cấp độ lứa U-16 và U-17 và được huấn luyện viên Bernard Diomède triệu tập vào đội U-18 lần đầu tiên vào tháng 3 năm 2017. Sau đó, anh tiếp tục chơi cho mọi đội trẻ Pháp cho đến đội tuyển U-21 quốc gia.
Vào tháng 6 năm 2023, anh chính thức chuyển sang chơi cho Bờ Biển Ngà. Ngay sau đó, anh được gọi lên đội tuyển quốc gia lần đầu tiên cho trận đấu Vòng loại Cúp bóng đá châu Phi 2023 trước Zambia. Tuy nhiên, anh cuối cùng bị buộc phải rút khỏi đội vì các vấn đề quan liêu. Cuối cùng, anh có trận ra mắt cho Bờ Biển Ngà trong chiến thắng 1–0 tại Vòng loại Cúp bóng đá châu Phi 2023 trước Lesotho vào ngày 9 tháng 9 năm 2023. Vào năm 2024, anh giành vô địch Cúp bóng đá châu Phi cùng với đội tuyển quốc gia. Ngoài ra, đây cũng là chức vô địch thứ ba của Bờ Biển Ngà tại Cúp bóng đá châu Phi.

## Thống kê sự nghiệp

### Câu lạc bộ
Tính đến 1 tháng 4 năm 2024
| Câu lạc bộ          | Mùa giải            | Giải vô địch        | Giải vô địch | Giải vô địch | Cúp quốc gia | Cúp quốc gia | Cúp Liên đoàn | Cúp Liên đoàn | Châu lục | Châu lục | Khác | Khác | Tổng cộng | Tổng cộng |
| Câu lạc bộ          | Mùa giải            | Hạng đấu            | Trận         | Bàn          | Trận         | Bàn          | Trận          | Bàn           | Trận     | Bàn      | Trận | Bàn  | Trận      | Bàn       |
| ------------------- | ------------------- | ------------------- | ------------ | ------------ | ------------ | ------------ | ------------- | ------------- | -------- | -------- | ---- | ---- | --------- | --------- |
| Auxerre             | 2016–17             | Ligue 2             | 2            | 0            | 0            | 0            | 0             | 0             | —        | —        | —    | —    | 2         | 0         |
| Auxerre             | 2017–18             | Ligue 2             | 12           | 0            | 1            | 0            | 1             | 0             | —        | —        | —    | —    | 14        | 0         |
| Auxerre             | Tổng cộng           | Tổng cộng           | 14           | 0            | 1            | 0            | 1             | 0             | —        | —        | —    | —    | 16        | 0         |
| Eintracht Frankfurt | 2018–19             | Bundesliga          | 27           | 1            | 0            | 0            | —             | —             | 9        | 0        | —    | —    | 36        | 1         |
| Eintracht Frankfurt | 2019–20             | Bundesliga          | 22           | 1            | 4            | 0            | —             | —             | 8        | 1        | —    | —    | 34        | 2         |
| Eintracht Frankfurt | 2020–21             | Bundesliga          | 23           | 3            | 2            | 0            | —             | —             | —        | —        | —    | —    | 25        | 3         |
| Eintracht Frankfurt | 2021–22             | Bundesliga          | 32           | 4            | 1            | 0            | —             | —             | 11       | 0        | —    | —    | 44        | 4         |
| Eintracht Frankfurt | 2022–23             | Bundesliga          | 30           | 1            | 5            | 1            | —             | —             | 8        | 0        | 1    | 0    | 44        | 2         |
| Eintracht Frankfurt | Tổng cộng           | Tổng cộng           | 134          | 10           | 12           | 1            | —             | —             | 36       | 1        | 1    | 0    | 183       | 12        |
| Roma                | 2023–24             | Serie A             | 19           | 0            | 0            | 0            | —             | —             | 8        | 0        | —    | —    | 27        | 0         |
| Tổng cộng sự nghiệp | Tổng cộng sự nghiệp | Tổng cộng sự nghiệp | 167          | 10           | 13           | 1            | 1             | 0             | 44       | 1        | 1    | 0    | 226       | 12        |

1. ↑  Bao gồm Coupe de France, DFB-Pokal
2. ↑  Bao gồm Coupe de la Ligue
3. 1 2 3 4  Ra sân tại UEFA Europa League
4. ↑  Ra sân tại UEFA Champions League
5. ↑  Ra sân tại UEFA Super Cup

### Quốc tế
Tính đến 20 tháng 11 năm 2023
| Đội tuyển quốc gia | Năm       | Trận | Bàn thắng |
| ------------------ | --------- | ---- | --------- |
| Bờ Biển Ngà        | 2023      | 6    | 0         |
| Bờ Biển Ngà        | 2024      | 8    | 0         |
| Tổng cộng          | Tổng cộng | 14   | 0         |

## Danh hiệu

### Câu lạc bộ
Eintracht Frankfurt
- UEFA Europa League: 2021–22[19][31]

### Đội tuyển quốc gia
Bờ Biển Ngà
- Cúp bóng đá châu Phi: 2023[4]

### Cá nhân
- Cầu thủ tân binh xuất sắc nhất tháng Bundesliga: Tháng 2 năm 2019[11]
- Đội hình tiêu biểu Bundesliga: 2021–22[32]